# 김치말이국수
김치말이국수는 밀가루로 만든 소면 종류의 국수를 김치로 만든 국물에 말아서 만든 음식이다.

## 재료
김치말이국수는 쇠고기나 다시마로 낸 국물을 차갑게 식힌 후 김치를 넣어 동치미 비슷하게 만든 국물에 면을 넣어 만든다. 사용하는 김치는 배추김치와 열무김치가 주로 사용된다.
형태 상 비빔국수와 비슷하면서도 다른데 비빔국수가 비빔냉면의 형태라면 김치말이국수는 물냉면의 형태이다.

## 같이 보기
- 한국 요리
- 국수
- 냉면
- 막국수
- 쫄면
- 쌀국수